# العلاقات الإيرانية الساموية
العلاقات الإيرانية الساموية هي العلاقات الثنائية التي تجمع بين إيران وساموا.

## مقارنة بين البلدين
هذه مقارنة عامة ومرجعية للدولتين:
| وجه المقارنة                                              | إيران                    | ساموا                        |
| --------------------------------------------------------- | ------------------------ | ---------------------------- |
| المساحة (كم2)                                             | 1.65 مليون               | 2.84 ألف                     |
| عدد السكان (نسمة)                                         | 79.97 مليون              | 196.44 ألف                   |
| الكثافة السكانية (ن./كم²)                                 | 48.47                    | 69.17                        |
| العاصمة                                                   | طهران                    | أبيا                         |
| اللغة الرسمية                                             | لغة فارسية               | لغة إنجليزية، اللغة الساموية |
| العملة                                                    | ريال إيراني              | تالا ساموي                   |
| الناتج المحلي الإجمالي (بليون دولار)                      | 439.51 مليار             | 856.63 مليون                 |
| الناتج المحلي الإجمالي (تعادل القوة الشرائية) بليون دولار | 1.36 تريليون             | 1.15 مليار                   |
| الناتج المحلي الإجمالي الاسمي للفرد دولار أمريكي          |                          | 3.94 ألف                     |
| الناتج المحلي الإجمالي للفرد دولار أمريكي                 |                          | 5.79 ألف                     |
| مؤشر التنمية البشرية                                      | 0.766                    | 0.702                        |
| رمز المكالمات الدولي                                      | +98                      | +685                         |
| رمز الإنترنت                                              | .ir،                     | .ws                          |
| المنطقة الزمنية                                           | ت ع م+03:30، توقيت إيران | ت ع م+13:00                  |

## منظمات دولية مشتركة
يشترك البلدان في عضوية مجموعة من المنظمات الدولية، منها:
| علم المنظمة | اسم المنظمة                                                | تاريخ انضمام إيران | تاريخ انضمام ساموا |
| ----------- | ---------------------------------------------------------- | ------------------ | ------------------ |
|             | وكالة ضمان الاستثمار متعدد الأطراف                         | 15 ديسمبر 2003     | 27 سبتمبر 2002     |
|             | منظمة الشرطة الجنائية الدولية                              | ?                  | ?                  |
|             | منظمة حظر الأسلحة الكيميائية                               | ?                  | ?                  |
|             | الأمم المتحدة                                              | 24 أكتوبر 1945     | 15 ديسمبر 1976     |
|             | العملية المشتركة للاتحاد الأفريقي والأمم المتحدة في دارفور | ?                  | ?                  |
|             | مؤسسة التمويل الدولية                                      | 28 ديسمبر 1956     | 28 يونيو 1974      |
|             | يونسكو                                                     | 6 سبتمبر 1948      | 3 أبريل 1981       |
|             | مؤسسة التنمية الدولية                                      | 10 أكتوبر 1960     | 28 يونيو 1974      |
|             | البنك الدولي للإنشاء والتعمير                              | 29 ديسمبر 1945     | 28 يونيو 1974      |
|             | الاتحاد البريدي العالمي                                    | ?                  | ?                  |

## وصلات خارجية
- موقع وزارة الخارجية الإيرانية